# Le Houga
Le Houga är en kommun i departementet Gers i regionen Occitanien i sydvästra Frankrike. Kommunen ligger i kantonen Nogaro som tillhör arrondissementet Condom. År 2022 hade Le Houga 1 186 invånare.

## Befolkningsutveckling
Antalet invånare i kommunen Le Houga
Referens:INSEE